# Europaparlamentsvalet i Österrike 2009
Europaparlamentsvalet i Österrike 2009 ägde rum söndagen den 7 juni 2009. 6,3 miljoner personer var röstberättigade i valet om de 17 mandat som Österrike hade tilldelats innan valet. I valet tillämpade landet ett valsystem med partilistor, d’Hondts metod och en spärr på 4 procent för småpartier. Österrike var inte uppdelat i några valkretsar, utan fungerade som en enda valkrets i valet.
I valet backade de två stora etablerade partierna, kristdemokratiska Österrikiska folkpartiet (ÖVP) och Socialdemokraterna (SPÖ), som dominerade Österrikes partipolitik under 1900-talet efter andra världskriget. Deras tillbakagång skedde samtidigt som flera mindre partier ökade sina väljarandelar. Hans-Peter Martins lista, som stod för förra valets stora skräll, ökade sitt stöd och erhöll ett tredje mandat. Det internationellt kritiserade Frihetspartiet (FPÖ) gick ännu kraftigare framåt och fördubblade både sitt väljarstöd och sina mandat. De gröna backade däremot något, men kunde behålla sina två mandat från valet 2004. Det mindre, högerpopulistiska partiet Alliansen för Österrikes framtid (BZÖ) säkrade över fyra procent av rösterna, men det räckte inte för att erhålla ett mandat.
Valdeltagandet uppgick till 45,97 procent, en ökning med över tre procentenheter jämfört med valet 2004. Det var således första gången sedan det första österrikiska Europaparlamentsvalet, som valdeltagandet ökade jämfört med föregående val. Valdeltagandet var dock fortfarande lågt, och kan jämföras med Österrikes federala val 2008, då valdeltagandet var nästan 80 procent.

## Valresultat
|                                                                                               |         |  |           |        |
|                                                                                               | Andel   |  | Antal     | Mandat |
| Österrikiska folkpartiet                                                                      | 29,98 % |  | 858 921   | 6      |
| Österrikiska folkpartiet                                                                      | –2,72 % |  | +41 205   | ±0     |
| Socialdemokraterna                                                                            | 23,74 % |  | 680 041   | 4      |
| Socialdemokraterna                                                                            | –9,59 % |  | –153 476  | –3     |
| Hans-Peter Martins lista                                                                      | 17,67 % |  | 506 092   | 3      |
| Hans-Peter Martins lista                                                                      | +3,69 % |  | +156 396  | +1     |
| Frihetspartiet                                                                                | 12,71 % |  | 364 207   | 2      |
| Frihetspartiet                                                                                | +6,40 % |  | +206 485  | +1     |
| De gröna                                                                                      | 9,93 %  |  | 284 505   | 2      |
| De gröna                                                                                      | –2,96 % |  | –37 924   | ±0     |
| Övriga partier och kandidater                                                                 | 5,96 %  |  | 170 855   | 0      |
| Övriga partier och kandidater                                                                 | +5,18 % |  | +151 325  | ±0     |
| Ogiltiga och blanka röster                                                                    | 2,07 %  |  | 60 511    | 0      |
| Ogiltiga och blanka röster                                                                    | –0,50 % |  | –5 518    | ±0     |
| Valdeltagande                                                                                 | 45,97 % |  | 2 925 132 | 17     |
| Valdeltagande                                                                                 | +3,54 % |  | +358 493  | –1     |
| Antal röstberättigade 6 362 761 06 EPP 04 S&D 00 ALDE 02 G/EFA 00 ECR 00 GUE/NGL 00 EFD 05 NI |         |  |           |        |